# Comit III d'Arborea
Comit III d'Arborea fou jutge d'Arborea.
Fou el possible fill de Constantí I de Lacon el 1146 va organitzar una reunió dels quatre jutjats per resoldre un conflicte sobre Gallura, en la qual va sorgir el Conveni de Bocanardo. Va compensar la influència pisana amb concessions als genovesos. Va atacar el Jutjat de Torres diverses vegades però finalment fou derrotat i va signar la pau el 1133. Es va barallar amb la República de Pisa perquè no li donava suport per reprendre la guerra i fou excomunicat. Va morir vers el 1146. Estava casat amb Elena d'Orrù. Fou probablement el pare de Barisó I d'Arborea, Constantí (mort passat el 1164) i Anastàsia, i potser també d'Elena, casada amb el jutge Constantí III de Gallura de Lacon.